# Shybyn
Shybyn (ucraniano: Ши́бин) es un pueblo de Ucrania perteneciente al municipio rural de Boremel, en el raión de Dubno de la óblast de Rivne.
En 2001, el pueblo tenía una población de 61 habitantes.
Se encuentra a unos 2 km al suroeste de la capital municipal Boremel, a orillas del embalse del río Styr.

## Historia
Antes de la formación del actual municipio de Boremel en 2016, el pueblo era una pedanía del consejo rural de Boremel en el raión de Demýdivka.